# Chapungu Sculpture Park

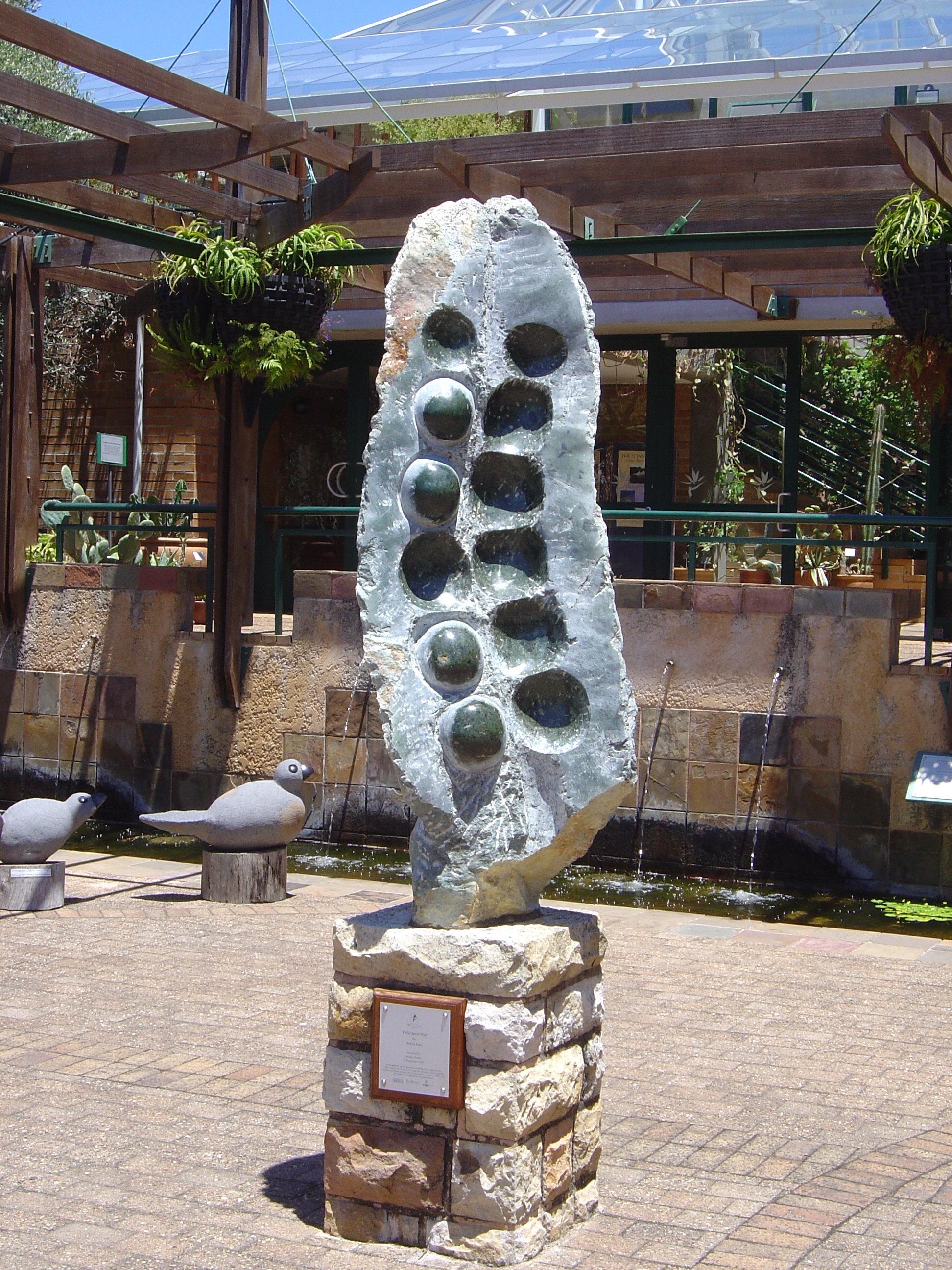
Wild Seed Pod von Arthur Fata, eine Skulptur aus Chapungu, jetzt ausgestellt im Kirstenbosch National Botanical Garden in Kapstadt, Südafrika.

Der Chapungu Sculpture Park ist ein Skulpturengarten in Msasa, Harare, Simbabwe. Er wurde 1970 von Roy Guthrie gegründet. Zu sehen sind Steinskulpturen von Bildhauern aus Simbabwe.

## Internationale Rezeption
Die Skulpturen werden leihweise in botanischen Gärten gezeigt, darunter
- 1998: Neuer Botanischer Garten Hamburg, Hamburg, Deutschland[1][2]
- 1999: Kirstenbosch National Botanical Garden, Kapstadt, South Africa
- 2000: Royal Botanical Gardens, Kew,[3][4] London, United Kingdom,
- 2001: Missouri Botanical Garden, St Louis, USA
- 2001: Boyce Thompson Arboretum State Park, Superior, USA
- 2002: Red Butte Garden and Arboretum, Salt Lake City, USA
- 2003: Garfield Park Conservatory, Chicago, USA
- 2003: Chicago Botanic Garden, Chicago USA
- 2004: Denver Botanic Gardens, Denver, USA

## Ausgestellte Künstler (Auswahl)

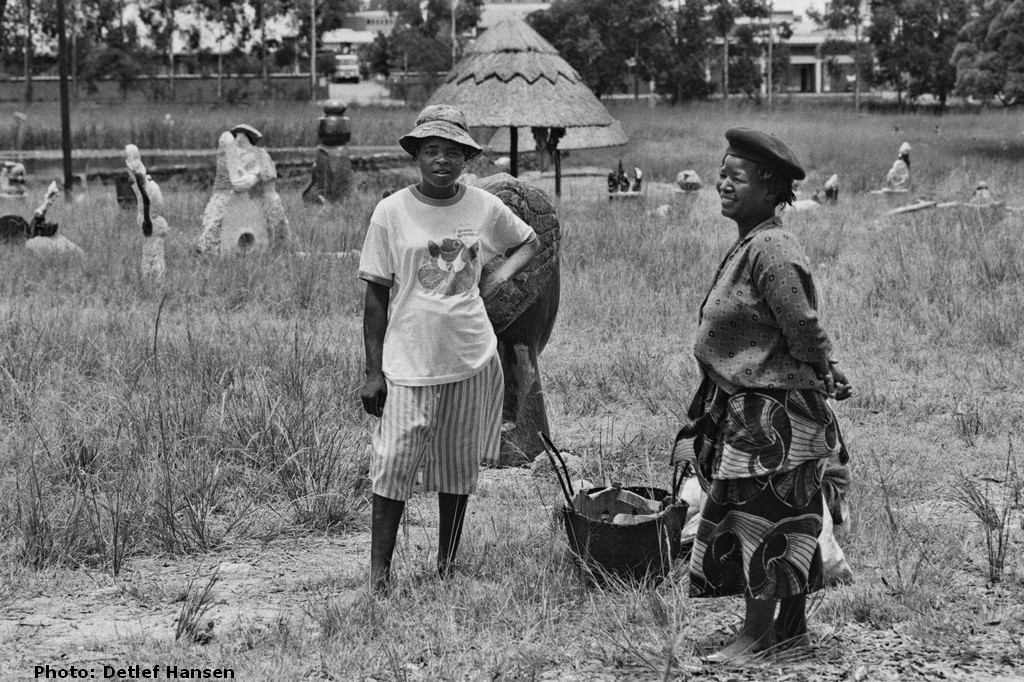
Colleen Madamombe und Agnes Nyanhongo im Chapungu Sculpture Park, 1994

- Dominic Benhura
- Colleen Madamombe
- Eddie Masaya
- Bernard Matemera
- Sylvester Mubayi
- Nicholas Mukomberanwa
- Henry Munyaradzi